# Franciszek Front-Dobija
Franciszek Front-Dobija (ur. 8 sierpnia 1867 w Mikuszowicach, zm. 7 grudnia 1932 na Florydzie) – polski lekarz działający w USA, filantrop.
Urodził się w Mikuszowicach, jako syn Jana i Marianny z domu Bojdys. Ukończył gimnazjum w Bielsku. Studiował medycynę na Uniwersytecie Jagiellońskim. W 1907 wyjechał do USA, pracował w Chicago jako lekarz. Zajmował się również transakcjami własnościowymi, na których dorobił się majątku. Nie utrzymywał bliższych kontaktów ze środowiskiem polonijnym, miał opinię skąpca.
Na początku lat 20. ogłosił w prasie polonijnej relację ze swojej podróży do Polski. W testamencie cały majątek (84 tysiące dolarów) zapisał Uniwersytetowi Jagiellońskiemu na fundusz pomocy dla ubogich studentów. Został pochowany na cmentarzu św. Wojciecha w Chicago.